# Jack McDowell
Jack Burns McDowell (Van Nuys, California, 16 de enero de 1966), más conocido como Jack McDowell, es un exjugador profesional estadounidense de béisbol que se desempeñó en la posición de lanzador en las Grandes Ligas de Béisbol (MLB). Logró obtener el Premio Cy Young.

## Carrera
McDowell jugó como profesional siete temporadas en Chicago White Sox (1987-1988, 1990-1994), después pasó a New York Yankees (1995), luego a Cleveland Indians (1996-1997), posteriormente a Anaheim Angels, donde jugó dos temporadas (1998-1999), y fue el equipo en el que se retiró.

## Premios
Fue galardonado con el Premio Cy Young en una oportunidad (1993).